# Circuito do Estoril

Mapa závodiště

Circuito do Estoril, oficiálně Autódromo Fernanda Pires da Silva, je motoristické závodiště v portugalském Estorilu, nedaleko Lisabonu. Je vlastněno státní firmou Parpública. Závodní okruh měří v základní podobě 4182 metrů, tribuny pojmou 45 000 diváků. Závodiště bylo otevřeno v roce 1972. V letech 1984 až 1996 se zde jezdily závody Formule 1, konkrétně Grand Prix Portugalska. V letech 2000–2012 se zde jezdilo Mistrovství světa silničních motocyklů (MotoGP), v letech 1988, 1993 a 2020–2022 Mistrovství světa superbiků, v letech 1977–1978, 1985–1988 a 2001–2003 Mistrovství Evropy cestovních automobilů. Sláva závodiště ustoupila na úkor Algarve International Circuit vybudovaného roku 2008.
První závod Formule 1 zde v roce 1984 vyhrál Alain Prost, kterému se to podařilo ještě dvakrát (1987, 1988) a drží tak mezi jezdci F1 rekord, spolu s Nigelem Mansellem (1986, 1990, 1992).